# Bébés volés
Pour plus de détails, voir Fiche technique et Distribution.
Bébés volés est un téléfilm français réalisé par Alain Berliner, diffusé pour la première fois le 4 avril 2018 sur France 2.

## Résumé
En 1985, Inès Barras accouche d'une petite fille déclarée morte à la naissance. Trente ans plus tard, elle se lance à la recherche de sa fille après avoir appris que le couvent, où elle a accouché, volait régulièrement des bébés prétendument mort-nés pour les vendre.

## Fiche technique
- Titre français : Bébés volés
- Réalisation : Alain Berliner
- Scénario : Julie Jézéquel et Alain Berliner
- Photographie : Philippe Lardon
- Production : Marie-Hélène Pagès
- Musique : Tomás Gubitsch
- Pays d'origine :  France
- Date de première diffusion :
  - 5 février 2016 au Festival des créations télévisuelles de Luchon
  - 4 avril 2018 sur France 2

## Distribution
- Sandrine Bonnaire : Inès Barras
- Hélène de Saint-Père : Hélène Carbona
- Philippe Lelièvre : Pierre Carbona
- Amélie Remacle : Héloïse Carbona
- Erik Stouvenaker : Paul
- Julien Masdoua : Mateo Casal
- Marion Stamegna : Sybille
- Folco Marchi : Thomas
- Pascal Laurent : Hugo
- Anne Alvaro : Carmen
- Ana Melillo : la jeune nonne